# Pterospermum angustifolium
Pterospermum angustifolium är en malvaväxtart som beskrevs av Tardieu. Pterospermum angustifolium ingår i släktet Pterospermum och familjen malvaväxter. Inga underarter finns listade i Catalogue of Life.